# Як-15
Як-15 (за класифікацією НАТО: «Feather» — перо; спочатку Type 2) — перший реактивний винищувач, прийнятий на озброєння ВПС СРСР у 1947 році. Розроблений на базі Як-3, здійснив перший політ 24 квітня 1946. У 1946–1947 роках побудовано 280 літаків. Як-15 вважався перехідним літаком і використовувався Радянським союзом тільки для перенавчання льотного складу з поршневих винищувачів на реактивні.

## Історія
У серпні 1946 року, на наступний день після повітряного параду в Тушино, авіаконструктори Мікоян і Яковлєв були викликані до Кремля, де отримали особисту вказівку від Сталіна про побудову п'ятнадцяти МіГ-9 і такої ж самої кількості Як-15, для демонстрації на листопадовому параді (на честь Жовтневого перевороту). «Парадні» Як-15 повинні були випускатися без зброї і бронезахисту, з верхнім фюзеляжним паливним баком (при установці гармат його об'єм зменшувався) і неповним комплектом радіообладнання.
Випуск Як-15 доручили заводу № 31 в Тбілісі, який продовжував виробляти Як-3. Працюючи в три зміни, завод випустив малу серію Як-15 вчасно, багато в чому завдяки подібності конструкції винищувача з Як-3. Завод в Тбілісі будував літаки, але випробовувати їх не міг, через непридатність для Як-15 ЗПС заводського аеродрому. Винищувачі в розібраному вигляді відправляли залізничним транспортом в підмосковне місто Жуковський, на аеродром ЛДІ. Там їх збирали і випробовували.
Першими експлуатацію реактивних винищувачів у ВПС почав особовий склад 50-го окремого навчально-тренувального авіаційного полку, під час підготовки до листопадового параду над Червоною площею 1946 року. Однак поспіх виявився марним — пілоти вже сиділи в кабінах, але їм так і не довелося підняти в цей день свої машини в повітря через туман над Москвою.
Ще до завершення держвипробувань, 16 грудня 1946 вийшла постанова, за яким заводу № 31 наказувалося виготовити ще п'ятдесят Як-15, в тому числі 25 в двомісному варіанті, проте ці двомісні варіанти так і не були випущені. Замість них, за пропозицією заступника міністра авіапромисловості, був продовжений випуск «парадних» Як-15. Причиною було те, що гармата НС-23КМ і частина радіообладнання для Як-15 ще не пройшли військових випробувань і виготовлялися серійно в невеликих обсягах. Поставки другої партії завершилися до весни 1947 року. Частина цих літаків все ж мала озброєння, що складалося всього з однієї гармати.
Із січня 1947 перенавчання льотного складу ВПС на нову матеріальну частину (Як-15 і МіГ-9) почав проводити організований на аеродромі Сейму перший навчально-методологічний центр. Льотчики із стройових частин 10, 11 і 14-го винищувальних авіаційних корпусів, які прибули на перепідготовку, були включені в число учасників майбутнього 1 травня повітряного параду. Перша масова демонстрація Як-15 відбулася 1 травня над Красною площею. В цьому параді взяло участь 50 Як-15 і 50 МіГ-9. Демонстрація багато в чому була політичним кроком, який продемонстрував те, що ослаблений війною Радянський Союз в найкоротші терміни зміг налагодити виробництво реактивних винищувачів. Проте літак був ще дуже сирим і за підсумками нетривалої експлуатації Як-15 під час підготовки до параду були виявлені істотні недоліки конструкції (Як-15 — 71 дефект, РД-10 — 12 дефектів).
У 1947 році в Тушино був продемонстрований вищий пілотаж на Як-15, а в наступному році генерал Е. Я. Савицький організував пілотажну п'ятірку на Як-15, яку очолив особисто. У 1949 груповий пілотаж на Як-15 демонструвала ще одна п'ятірка, очолювана полковником П. Чупіковим.
Всього до 1947 року було збудовано 280 машин, після чого завод № 31 розпочав виробництво Як-17. Повноцінні двогарматні винищувачі були розподілені у військах для ознайомлення пілотів із реактивною технікою. Експлуатувалися Як-15 паралельно з більш досконалими Як-17 і так само недовго. Уже на початку 1950-х років Як-15 були зняті з озброєння.

## Тактико-технічні характеристики

Як-15 у трьох проєкціях.

### Технічні характеристики
- Екіпаж: 1 особа
- Довжина: 8,7 м
- Розмах крила літака: 9,2 м
- Висота: 2,27 м
- Площа крила: 14,85 м²
- Маса пустого: 1852 кг
- Маса спорядженого: 2742 кг
- Двигун: 1* РД-10
- Тяга: 1× 900 кгс

### Льотні характеристики
- Максимальна швидкість:
  - у землі: 700 км/год
  - на висоті: 786 км/год
- Крейсерська швидкість: 689 км/год
- Практична дальність польоту: 510 км
- Практична стеля: 13 350 м

### Зброя
- Гармати: НС-23КМ 2×23 мм
- Боєприпас:  60 снарядів

## Оператори
СРСР
- Військово-повітряні сили СРСР

## Галерея

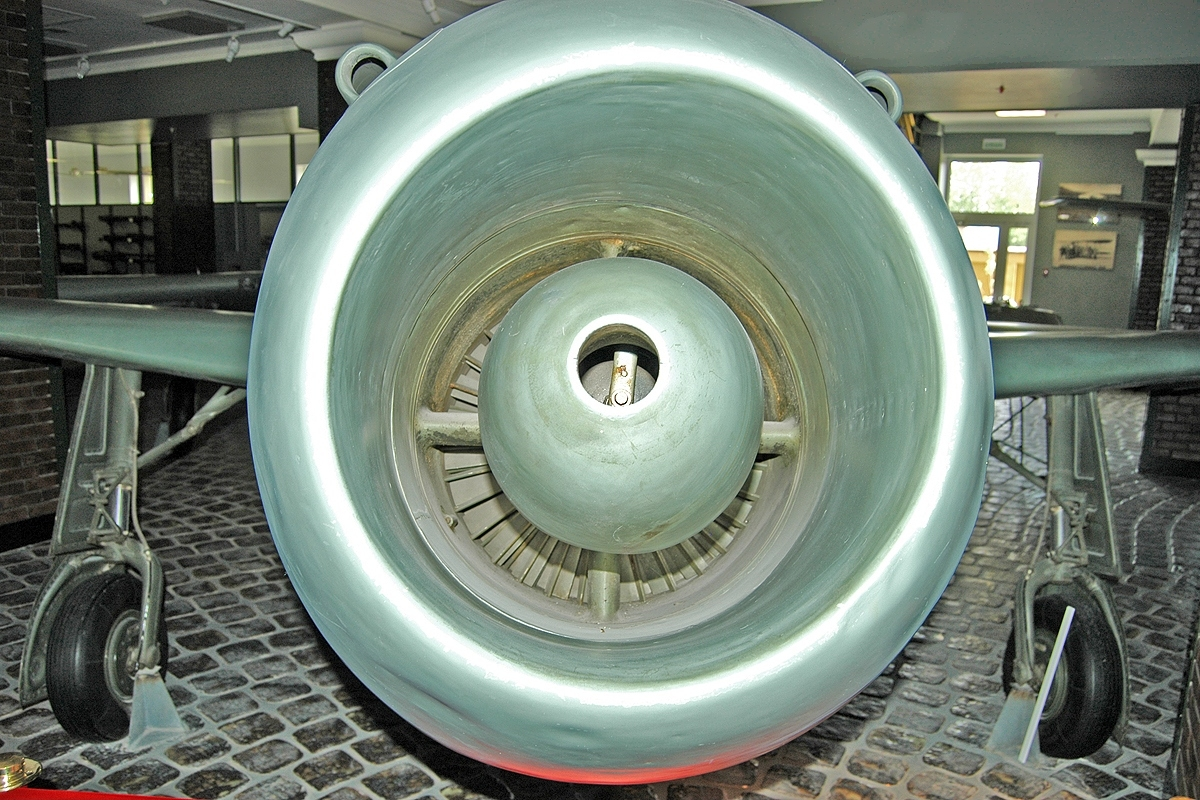
Як-15, Музей техніки Вадима Задорожнього
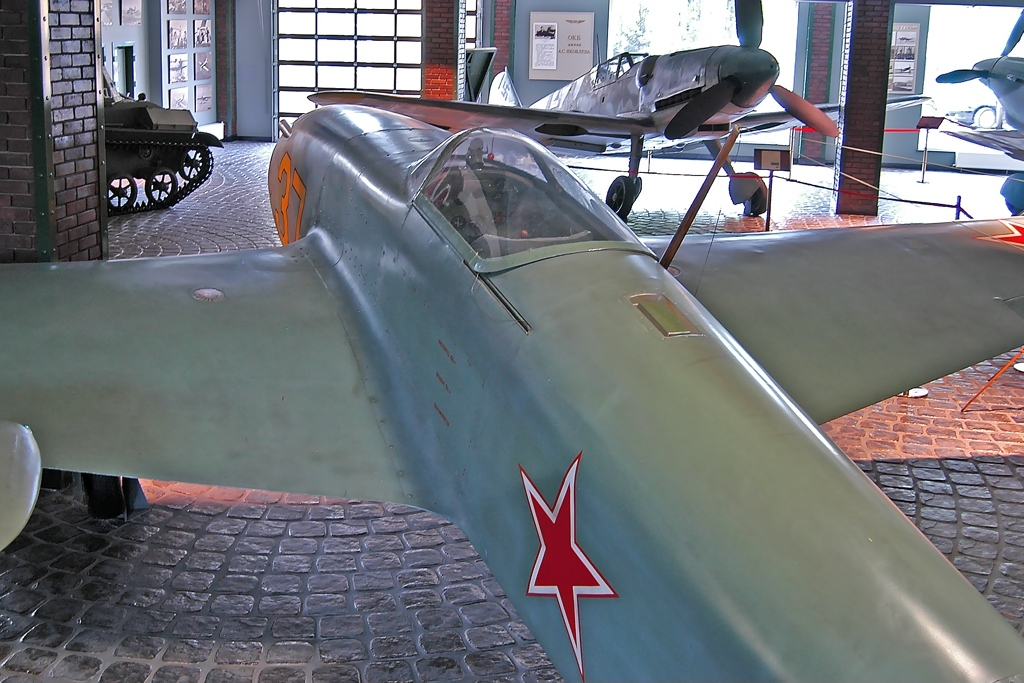
Як-15, Музей техніки Вадима Задорожнього
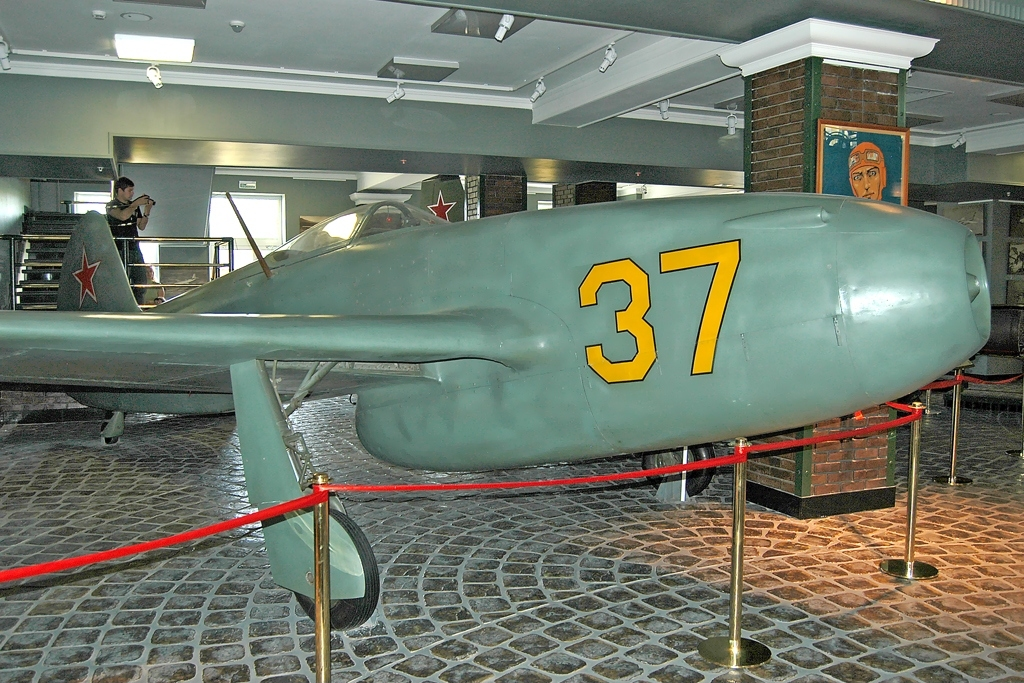
Як-15, Музей техніки Вадима Задорожнього